# Мйонсова
Мйонсова (пол. Miąsowa) — село в Польщі, у гміні Собкув Єнджейовського повіту Свентокшиського воєводства.
Населення — 658 осіб (2011).
У 1975-1998 роках село належало до Келецького воєводства.

## Демографія
Демографічна структура на день 31 березня 2011 року:
|          | Загалом | Допрацездатний вік | Працездатний вік | Постпрацездатний вік |
| -------- | ------- | ------------------ | ---------------- | -------------------- |
| Чоловіки | 322     | 65                 | 222              | 35                   |
| Жінки    | 336     | 74                 | 188              | 74                   |
| Разом    | 658     | 139                | 410              | 109                  |